# Gabriel Sava
Gabriel Sava (Roma, 15 gennaio 1986) è un calciatore italiano, di ruolo portiere, preparatore dei portieri del Longford Town.

## Biografia
Nasce a Roma il 15 gennaio 1986 da genitori rumeni. Nel 2001 lascia l'Italia per trasferirsi in Irlanda insieme al fratello.

## Carriera
Inizia la propria carriera nelle giovanili della Lazio per poi trasferirsi nel 2001 tra le file del Drogheda Utd.
Lasciato il settore giovanile inizia a giocare nella non-league irlandese tra le file del Drogheda Town. Nel 2008, a seguito delle ottime prestazioni mostrate in Coppa d'Irlanda viene ingaggiato come terzo portiere dal Bray Wanderers fino al termine della stagione.
Nella stagione 2009 ritorna al Drogheda Utd, tuttavia a seguito di un infortunio al polso che lo tiene lontano dai campi per otto mesi conclude la stagione con nessuna presenza all'attivo.
Nel febbraio 2010 Sava passa al Monaghan Utd, club di First Division. Rimane nel club per due anni, collezionando 65 presenze tra campionato e coppe, contribuendo alla promozione del club in Premier Division nel 2011.
Lascia il Monaghan Utd nel dicembre 2011 per seguire il suo ex allenatore Mick Cooke e ritornare così dopo due anni al Drogheda Utd. Il 2012 si conclude con 30 presenze in campionato e la vittoria della Coppa di Lega Irlandese. Viene inoltre nominato come portiere dell'anno del campionato irlandese. Al termine della stagione, dopo un periodo di prova con gli svedesi dell'BK Hacken, rinnova il contratto con il Drogheda. Durante la stagione 2013 esordisce nelle coppe europee, giocando il preliminare di Europa League contro gli svedesi del Malmö.
Il 7 gennaio 2014 si trasferisce al Dundalk. Esordisce con la nuova maglia il 5 maggio contro il Bray Wanderers. Durante la stagione riveste il ruolo di portiere "di coppa". A fine stagione, nonostante non scenda mai in campo in campionato, conquista il suo primo titolo irlandese. Nella stagione 2015 viene ancora relegato al ruolo di portiere di riserva, tuttavia il 17 aprile esordisce in Premier Division in occasione del match contro lo Shamrock Rovers (2-2 il risultato finale). Termina la stagione con la vittoria del secondo titolo nazionale e della Coppa d'Irlanda.
Nel 2016 conquista il terzo titolo nazionale consecutivo collezionando 9 presenze stagionali. Il 15 dicembre 2016 rinnova il proprio contratto con il Dundalk firmando un biennale.
Inizia la stagione 2017 giocando la Supercoppa persa per 3-0 contro il Cork City. Gioca da titolare le prime quattro partite di Premier Division 2017 salvo poi venir relegato nuovamente come portiere di riserva. Conclude la stagione con 9 presenze complessive tra campionato e coppe.
Al termine della stagione 2018 lascia il Dundalk dopo cinque anni per ritornare al Bray Wanderers, militante in First Division.
Nel 2020 si accasa al Warrenpoint Town, club di NIFL Premiership. Terminata l'esperienza nordirlandese si trasferisce al Glebe North, club dilettantistico irlandese.

## Statistiche

### Presenze e reti nei club
Statistiche aggiornate al 1 luglio 2021.
| Stagione                | Squadra                 | Campionato              | Campionato | Campionato | Coppe nazionali | Coppe nazionali | Coppe nazionali | Coppe europee | Coppe europee | Coppe europee | Altre coppe | Altre coppe | Altre coppe | Totale | Totale | Totale |
| Stagione                | Squadra                 | Comp                    | Pres       | Reti       | Comp            | Pres            | Reti            | Comp          | Pres          | Reti          | Comp        | Pres        | Reti        | Pres   | Reti   |        |
| ----------------------- | ----------------------- | ----------------------- | ---------- | ---------- | --------------- | --------------- | --------------- | ------------- | ------------- | ------------- | ----------- | ----------- | ----------- | ------ | ------ | ------ |
| 2008                    | Bray Wanderers          | PD                      | -          | -          | -               | -               | -               | -             | -             | -             | -           | -           | -           | 0      | 0      |        |
| 2009                    | Drogheda                | PD                      | -          | -          | -               | -               | -               | -             | -             | -             | -           | -           | -           | 0      | 0      |        |
| 2010                    | Monaghan Utd            | FD                      | 31         | -26        | CI+CdL          | 1+0             | -3 + 0          | -             | -             | -             | -           | -           | -           | 32     | -29    |        |
| 2011                    | Monaghan Utd            | FD                      | 30         | -27        | CI+CdL          | 2+1             | -4 + -1         | -             | -             | -             | -           | -           | -           | 33     | -32    |        |
| Totale Monaghan Utd     | Totale Monaghan Utd     | Totale Monaghan Utd     | 61         | -53        |                 | 4               | -8              |               | -             | -             |             | -           | -           | 65     | -61    |        |
| 2012                    | Drogheda                | PD                      | 30         | -35        | CI+CdL          | 3+3             | -1 + -4         | -             | -             | -             | -           | -           | -           | 36     | -40    |        |
| 2013                    | Drogheda                | PD                      | 20         | -35        | CI+CdL          | 0+1             | 0               | UEL           | 2             | -2            | ISC         | 6           | -10         | 29     | -47    |        |
| Totale Drogheda         | Totale Drogheda         | Totale Drogheda         | 50         | -70        |                 | 7               | -5              |               | 2             | -2            |             | 6           | -10         | 65     | -87    |        |
| 2014                    | Dundalk                 | PD                      | 0          | 0          | CI+CdL          | 0+4             | 0 + -3          | UEL           | 1             | -1            | -           | -           | -           | 5      | -4     |        |
| 2015                    | Dundalk                 | PD                      | 3          | -2         | CI+CdL          | 0+3             | 0               | UCL           | 0             | 0             | SI          | 0           | 0           | 6      | -2     |        |
| 2016                    | Dundalk                 | PD                      | 4          | -2         | CI+CdL          | 3+1             | -3 + -1         | UCL+UEL       | 0+1           | 0 + -2        | SI          | 0           | 0           | 9      | -8     |        |
| 2017                    | Dundalk                 | PD                      | 4          | -4         | CI+CdL          | 0+4             | 0 + -1          | UCL           | 0             | 0             | SI          | 1           | -3          | 9      | -8     |        |
| 2018                    | Dundalk                 | PD                      | 3          | -1         | CI+CdL          | 0+3             | 0 + -5          | UEL           | 0             | 0             | SI          | 0           | 0           | 8      | -6     |        |
| Totale Dundalk          | Totale Dundalk          | Totale Dundalk          | 14         | -9         |                 | 18              | -13             |               | 2             | -3            |             | 1           | -3          | 26     | -22    |        |
| 2019                    | Bray Wanderers          | 1D                      | 24         | -24        | CI+CdL          | 1+1             | -2 + -1         | -             | -             | -             | -           | -           | -           | 26     | -27    |        |
| feb.-giu. 2020          | Warrenpoint Town        | IFA-P                   | 2          | -5         | CIN             | -               | -               | -             | -             | -             | -           | -           | -           | 2      | -5     |        |
| 2020-2021               | Warrenpoint Town        | IFA-P                   | 20         | -32        | CIN             | 0               | 0               | -             | -             | -             | -           | -           | -           | 20     | -32    |        |
| Totale Warrenpoint Town | Totale Warrenpoint Town | Totale Warrenpoint Town | 22         | -37        |                 | -               | -               |               | -             | -             |             | -           | -           | 22     | -37    |        |
| Totale carriera         | Totale carriera         | Totale carriera         | 171        | -193       |                 | 31              | -29             |               | 4             | -5            |             | 7           | -13         | 213    | -240   |        |

## Palmarès

### Club

#### Competizioni nazionali
- Coppa di Lega irlandese: 2

Drogheda: 2012
Dundalk: 2014
- Campionato irlandese: 4

Dundalk: 2014, 2015, 2016, 2018
- Coppa d'Irlanda: 1

Dundalk: 2015
- Supercoppa d'Irlanda: 1

Dundalk: 2015
- Leinster Senior Cup: 1

Dundalk: 2014-2015